# Cum am declanșat Al Doilea Război Mondial
Cum am declanșat Al Doilea Război Mondial (în poloneză Jak rozpętałem drugą wojnę światową) este o comedie de război poloneză din 1970, regizată de Tadeusz Chmielewski⁠(d), după un scenariu propriu inspirat din romanul Przygody kanoniera Dolasa („Aventurile tunarului Dolas”, 1967) al lui Kazimierz Sławiński⁠(d). Rolul principal a fost interpretat de actorul Marian Kociniak, care a dobândit o mare popularitate în rândul publicului polonez.
Filmul, compus din trei părți de lungimea unor lungmetraje, relatează aventurile unui soldat polonez, Franciszek Dolas⁠(d), care, din cauza unor coincidențe comice, crede că el a fost cel care a declanșat Al Doilea Război Mondial. Măcinat de vină și vrând să se reabiliteze cu orice preț, el evadează dintr-un lagăr de prizonieri și intră în necazuri tot mai mari. Aruncat de soartă pe diverse fronturi de război (Iugoslavia, Marea Mediterană, Africa, Italia), el  vrea să lupte împotriva naziștilor și se întoarce în cele din urmă în Polonia. Acest film s-a bucurat de o popularitate considerabilă în rândul spectatorilor și telespectatorilor și a fost vizionat de 8.485.163 de spectatori în cinematografele din Polonia, ceea ce-l plasează pe locul 15 în topul celor mai vizionate filme poloneze din Polonia.
Cum am declanșat Al Doilea Război Mondial, care era inițial alb-negru, a fost colorat⁠(d) în anul 2001 de compania hollywoodiană Dynacs Digital Studios, la comanda televiziunii Polsat și a Studioului de Film „Oko”. Proiectul de colorare a filmelor Între noi (1967) și Cum am declanșat Al Doilea Război Mondial (1970) a fost coordonat de directorul de imagine Jerzy Stawicki⁠(d) și de directorul de producție Zbigniew Stanek. Versiunea colorată a acestui film nu a fost distribuită în cinematografe și a fost prezentată în premieră la 1 aprilie 2002 de către postul de televiziune Polsat.

## Rezumat

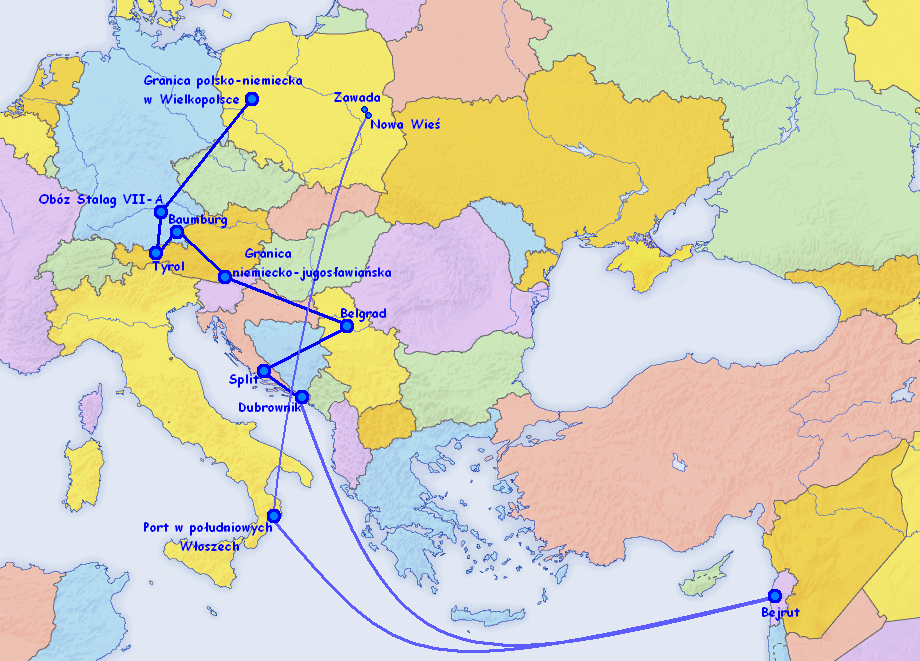
Traseul aproximativ al călătoriei lui Franciszek Dolas

În noaptea de 31 august 1939 un pluton al Armatei Poloneze ajunge cu trenul la granița polono-germană pentru a întări apărarea gării Brzozkowo. Franciszek („Franek”) Dolas⁠(d), unul dintre soldați, adoarme în vagon după un chef cu multă bere și trece din neatenție granița în Germania Nazistă, cu câteva minute înaintea începerii invaziei. După ce se trezește, el coboară din tren și observă pe peronul gării un general german, ceea ce-l face să suspecteze că are loc o diversiune⁠(d). Încercând să-l captureze pe general, Dolas trage un foc de armă în aer, iar în clipa următoare începe atacul german asupra Poloniei, făcându-l pe Franek să creadă că a declanșat un război. Este capturat de germani și ajunge într-un lagăr de prizonieri⁠(d), unde vrea să organizeze o evadare, dar entuziasmul său exagerat îi face pe conspiratorii din lagăr să-l țină la distanță. Cu toate acestea, Franek nu renunță la intenția sa și, după o primă încercare nereușită, este ținut trei săptămâni în izolare, ceea ce-i determină pe colegii săi să-l trateze cu respect.
Atunci când militarii germani descoperă că polonezii săpau pe ascuns un tunel pentru a evada, decid să-i transfere într-un alt lagăr, mai îndepărtat, dar Dolas reușește să evadeze într-o gară. Împreună cu camaradul său din lagăr, Józek Kryska, el se ascunde într-un vagon al unui tren de vite care, după cum credeau, mergea la Strasbourg (Franța). Ei sperau să se înroleze acolo în Armata Franceză și să continue lupta împotriva germanilor. Cu toate acestea, trenul nu mergea la Strasbourg, ci la Strassberg, un orășel din Tirol (Austria), unde cei doi evadați sunt confundați cu niște țărani polonezi și nevoiți să lucreze pentru fermierii locali. Șederea lor acolo nu durează mult, pentru că Dolas eliberează din greșeală un taur care îi atacă pe austriecii adunați la o serbare câmpenească. Polonezul este condamnat la moarte de către Gestapo pentru fapta sa, dar sare dintr-un tren care mergea cu viteză în timp ce era transportat la un alt lagăr.
Dolas traversează granița în Iugoslavia, unde este primit cu căldură de grăniceri, și ajunge la Ambasada Poloniei de la Belgrad, iar apoi o însoțește la Split pe locotenentul Elżbieta, care se îmbarcă pe nava grecească „Attica” pentru a călători la Cairo, unde trebuia să ia legătura cu comandanții militari polonezi refugiați acolo. Odată misiunea îndeplinită, fostul prizonier de război sare de pe vapor și intră într-o tavernă din port, vrând să bea ceva și intenționând să se alăture Armatei Iugoslave ce lupta împotriva invadatorilor germani. Este prins într-o încăierare iscată de căpitanul Dimo Stojadinović și se trezește apoi pe nava comercială iugoslavă „Drava”, care naviga de la Dubrovnik spre Famagusta (Cipru), fiind nevoit să lucreze ca fochist în timpul călătoriei. Nava iugoslavă este torpilată însă de un submarin italian și se scufundă, spre spaima lui Dolas, care crede că el a contribuit la scufundarea navei prin acționarea unei manete.
Echipajul navei iugoslave este salvat de vaporul francez „Jeanette”, iar marinarii ajung la Beirut (teritoriu care făcea parte atunci din Siria și Liban sub mandat francez) și sunt înrolați forțat în Legiunea Străină, unde Franek este repartizat, din greșeală, ca bucătar. După ce reușește să obțină alimente proaspete de la negustorii arabi în urma practicării jocului alba-neagra, Dolas dobândește o poziție de autoritate în rândul legionarilor, dar căpitanul Letoux ordonă arestarea lui pentru a-i liniști pe arabi. Ca urmare a apelului generalului de Gaulle, majoritatea militarilor din acea unitate a Legiunii Străine întorc spatele comandantului lor și trec de partea Franței Libere⁠(d). Legionarii se alătură trupelor britanice în lupta împotriva forțelor Axei, dar Franek refuză deoarece vrea să se întoarcă în patrie pentru a participa la eliberarea sa. Militarii britanici îl arestează și, din cauza entuziasmului său excesiv, îl tratează ca pe un prizonier de război. Tabăra britanică este atacată de italieni, iar, în timpul unei incursiuni nocturne italiene, Franek evadează pentru că este convins că a lovit grav un ofițer britanic. El reușește să scape îmbrăcat în uniformă engleză și întâlnește un soldat italian, care i se predă și apoi este rănit. Neputând să-l părăsească, Franek îl duce în tabăra italiană, unde provoacă o mare agitație după ce italienii cred că „ofițerul englez” a venit să captureze fetele ce lucrau în bordelul local. Încearcă să scape deghizat în sanitar, dar este luat cu forța pentru a-l îngriji chiar pe soldatul rănit pe care-l adusese în tabără și ajunge în cele din urmă pe o navă care mergea către Italia.
Frabek debarcă într-un port italian și, după ce fură uniforma și actele unui militar german, reușește să scape temporar cu ajutorul unei țărănci tinere pe nume Mirella. Este capturat apoi de germani și ajunge în fața unei curți marțiale, care îl consideră dezertor și îl trimite pe Frontul de Est. Totuși, nu ajunge acolo, pentru că sare cu parașuta din avion și aterizează într-un copac din curtea unei mănăstiri poloneze din apropierea satului Nowa Wieś (aflat la 25 km de Lublin). După mai multe peripeții, Franek întâlnește o tânără telegrafistă pe nume Teresa, căreia îi dovedește originea sa poloneză, și se alătură amândoi unei unități locale de partizani. Acolo el îl reîntâlnește acolo pe vechiul său camarad Józek Kryska, care, după ce își amintește de necazurile în care intrase datorită lui, interzice înarmarea recrutului. Dolas se deplasează, împreună cu unitatea, către un pod pe care partizanii doreau să-l captureze, dar pe drum se rătăcește prin pădure și ajunge pe un câmp minat, unde este salvat de un țăran. Încercând să ajungă la unitatea sa, el se aruncă în apa râului și este dus de curent chiar la podul unde urma să aibă loc lupta. Podul fusese minat anterior de germani pentru a fi aruncat în aer, dar Franek reușește să dezarmorseze minele și astfel îi ajută pe partizani să câștige lupta. În momentul următor se apropie tancurile sovietice ale căror echipaje sunt întâmpinate cu mare bucurie de partizani.

## Distribuție
- Marian Kociniak — starszy strzelec⁠(d) Franciszek („Franek”) Dolas⁠(d)[6][7][14]

### Partea I
- Janina Borońska⁠(d) — locotenentul Elżbieta din cadrul Serviciilor Speciale Poloneze[6][7][14]
- Adam Cyprian — moș Gulke, fermier austriac, fratele baronului Herbert Gulke
- Wirgiliusz Gryń⁠(d) — Józek Kryska, militarul polonez care concepe un plan de evadare din lagăr prin săparea unui tunel[6][7][14]
- Zdzisław Kuźniar⁠(d) — Dimo Stojadinović, căpitanul navei iugoslave „Drava”[6][7]
- Józef Łodyński⁠(d) — fochistul de pe nava iugoslavă
- Jarosław Skulski⁠(d) — colonelul de la Ambasada Poloniei din Belgrad
- Tomasz Zaliwski — ofițerul iugoslav, șeful pichetului de grăniceri
- Elżbieta Starostecka⁠(d) — cântăreața din taverna iugoslavă[6][7]
- Andrzej Gawroński⁠(d) — Helmut, agentul Gestapo care îl escortează pe Franek la tren
- Emil Karewicz⁠(d) — ofițerul Gestapo din Baumburg (Austria)[6][7]
- Henryk Łapiński⁠(d) — Władzio Wachocki, militar polonez, membru al „grupului de evadare” al lui Józek Kryska
- Stanisław Milski⁠(d) — generalul german care conduce trupele de invazie[6][7][14]
- Kazimierz Talarczyk⁠(d) — Woydyłło, militar polonez cu mustață, membru al „grupului de evadare” al lui Józek Kryska
- Janusz Ziejewski⁠(d) — feldwebelul german din lagărul de prizonieri
- Ludwik Benoit⁠(d) — chelnerul solid din taverna iugoslavă (nemenționat)[14]
- Zbigniew Bielski⁠(d) — militarul polonez din lagăr care vinde cârnați (nemenționat)
- Jerzy Block⁠(d) — Tolek, șeful gării⁠(d) Brzozkowo (nemenționat, dublat de Zygmunt Zintel⁠(d))
- Adolf Chronicki⁠(d) — căpitan polonez de la granița polono-germană (nemenționat)
- Ryszard Dembiński⁠(d) — ofițer german registrator din vagon (nemenționat)
- Bohdan Ejmont⁠(d) — ofițer polonez din lagărul de prizonieri (nemenționat)
- Krzysztof Fus⁠(d) — căpitanul navei germane care recruta, cu ajutorul turcului, marinari iugoslavi (nemenționat)
- Mieczysław Antoni Gajda — Wacław Janczak („Wacek”), un țăran polonez care însoțește transportul de vite (nemenționat)
- Czesław Górka — Schultzer, santinela pălmuită de la granița germano-poloneză
- Andrzej Herder⁠(d) — Hans, agentul Gestapo care bate la mașină numele „Grzegorz Brzęczyszczykiewicz” (nemenționat)
- Janusz Kłosiński⁠(d) — proprietarul tavernei iugoslave (nemenționat)
- Eugeniusz Korczarowski — ofițer german registrator din vagon (nemenționat)
- Tadeusz Kożusznik — militarul german care-i caută pe cei doi evadați din gară (nemenționat)
- Jan Paweł Kruk⁠(d) — marinarul din taverna iugoslavă care refuză să se angajeze pe nava germană (nemenționat)
- Zbigniew Lesień⁠(d) — militar polonez din lagărul de prizonieri (nemenționat)
- Mieczysław Łoza⁠(d) — ofițer polonez de la granița polono-germană (nemenționat)
- Jerzy Moes⁠(d) — locotenentul Regulski, comandantul plutonului polonez care ajunge la granița polono-germană (nemenționat)
- Leonard Pietraszak⁠(d) — aviatorul polonez din lagărul de prizonieri (nemenționat)
- Leon Pietraszkiewicz⁠(d) — baronul Herbert Gulke, fermierul austriac care primește vitele poloneze (nemenționat)
- Jerzy Rogalski⁠(d) — Jędrzej Grzyb, un țăran polonez care însoțește transportul de vite (nemenționat)
- Henryk Staszewski⁠(d) — țăranul muntenegrean care bea cu Dolas (nemenționat)
- Mieczysław Stoor⁠(d) — Obersturmführer-ul SS, adjutantul generalului (nemenționat)
- Mirosław Szonert⁠(d) — jandarmul austriac care-l arestează pe Dolas (nemenționat)
- Jerzy Szpunar⁠(d) — marinar polonez din lagărul de prizonieri (nemenționat)
- Tadeusz Teodorczyk⁠(d) — santinela germană din lagărul de prizonieri care este lovită cu piatra (nemenționat)
- Bohdan Wróblewski⁠(d) — funcționar al Ambasadei Poloniei din Belgrad (nemenționat)
- Wojciech Zagórski⁠(d) — turcul care recrutează marinari pentru o navă germană (nemenționat)

#### Dublaj de voce
- Zygmunt Zintel⁠(d) — Tolek (nemenționat)

### Partea a II-a
- Krystyna Borowicz⁠(d) — matroana bordelului din tabăra italiană[14]
- Anna Gębicka — dansatoarea arabă din apartamentul căpitanului Letoux
- Piotr Fronczewski⁠(d) — militarul italian care i se predă lui Franek[14][16]
- Wacław Kowalski⁠(d) — Kiedros, sergentul polonez din Legiunea Străină, originar din Ciechanów[6][7]
- Kazimierz Rudzki⁠(d) — căpitanul Ralph Peacock, comandantul unității britanice[6][7][14]
- Jan Świderski — căpitanul Letoux, comandantul unității din Beirut a Legiunii Străine[6][14]
- Leonard Andrzejewski⁠(d) — militar din Legiunea Străină
- Richard Berthon — caporalul britanic
- Witold Kałuski⁠(d) — căpitanul italian, comandantul unității italiene[14]
- Andrzej Krasicki⁠(d) — căpitanul navei franceze „Jeanette”
- Zdzisław Kuźniar⁠(d) — Dimo Stojadinović, căpitanul navei iugoslave[6][7]
- Lech Ordon⁠(d) — sergentul Hopkins, adjutantul căpitanului Peacock[6][7][14]
- Zdzisław Maklakiewicz — militarul italian care intră cu Dolas în furgonetă (nemenționat în partea a III-a)[6][7][14]
- Kazimierz Pawlak⁠(d)
- Jerzy Bączek⁠(d) — militar din Legiunea Străină (nemenționat)
- Wadim Berestowski⁠(d) — medicul de pe nava franceză (nemenționat)
- Jerzy Ćwikliński — militar italian (nemenționat)
- Henryk Dudziński⁠(d) — militarul din Legiunea Străină care supraveghează arestul (nemenționat)
- Jerzy Duszyński⁠(d) — sergentul Leonelli, militar italian (nemenționat)
- Zbigniew Jabłoński⁠(d) — negustorul arab care-i vinde whisky lui Kiedros (nemenționat)
- Hilary Kurpanik — militarul italian surprins fără pantaloni în bordel (nemenționat)
- Czesław Piaskowski⁠(d) — militar din Legiunea Străină (nemenționat)
- Zbigniew K. Rogowski⁠(d) — radiotelegrafistul din Legiunea Străină (nemenționat)
- Piotr Różański⁠(d) — ordonanța căpitanului Letoux (nemenționat)
- Marian Rułka⁠(d) — militar britanic (nemenționat)
- Marian Wojtczak⁠(d) (nemenționat, informații din Słownik biograficzny teatru polskiego T. 2)

### Partea a III-a
- Joanna Jędryka⁠(d) — Teresa, partizana radiotelegrafistă poloneză parașutată în spatele frontului[6][7][14]
- Małgorzata Pritulak⁠(d) — Mirella, țăranca italiană tânără pe care o întâlnește Franek[6][7][14]
- Wirgiliusz Gryń⁠(d) — Józek Kryska, conducătorul unui pluton de partizani[6][7][14]
- Kazimierz Fabisiak⁠(d) — părintele Dominik, priorul⁠(d) mănăstirii[6][7][14]
- Konrad Morawski⁠(d) — Matula, țăranul polonez care dezgroapă minele (dublat de Janusz Kłosiński⁠(d))[6][7][14]
- Zygmunt Zintel⁠(d) — fratele Sebastian, clopotarul mănăstirii[6][7]
- Halina Buyno-Łoza⁠(d) — Jóźwiakowa, soția lui moș Jóźwiak, țărancă poloneză care-i ajută pe partizani[6][7]
- Stanisław Gronkowski⁠(d) — partizanul „Wilk” („Lupul”)
- Aleksander Fogiel⁠(d) — moș Jóźwiak, un căruțaș polonez care transportă saci cu cartofi la mănăstire
- Eugeniusz Kamiński⁠(d) — Obersturmführer-ul SS „Alfred zâmbărețul”
- Zbigniew Koczanowicz⁠(d) — maior german, președintele tribunalului militar
- W. Łapin
- Jerzy Przybylski — Hans Langner, un militar german rănit căruia Franek îi fură uniforma și actele
- Tadeusz Sabara⁠(d) — militarul german repartizat cercetaș pe podul ce urma a fi aruncat în aer
- Tadeusz Somogi⁠(d) — translatorul de limba poloneză al lui „Alfred zâmbărețul”
- Stefan Szmidt⁠(d) — partizanul „Kosa”, care-l învinge pe Franek la jocul alba-neagra (menționat T. Szmidt)
- Edward Wichura⁠(d) — gardianul militar german care se intoxică cu fum și cade din avion
- Józef Zbiróg⁠(d) — Scharführer SS
- Wojciech Brzozowicz⁠(d) — sergentul Karas, partizanul polonez care mănâncă mâncarea doamnei Jóźwiakowa (nemenționat)
- Zbigniew Józefowicz — locotenentul polonez, comandantul detașamentului de partizani din zona Nowa Wieś – Zawada (nemenționat)
- Ludwik Kasendra⁠(d) — fratele Florian, portarul mănăstirii (nemenționat)
- Zdzisław Maklakiewicz — militarul italian care intră cu Dolas în furgonetă și apoi pe vapor (nemenționat în partea a III-a)[6][7][14]
- Zygmunt Nowicki⁠(d) — partizan bătrân (nemenționat)
- Eugeniusz Priwieziencew⁠(d) — călugăr tânăr / partizan (nemenționat)
- Igor Sawin — partizanul „Wilga” (nemenționat)
- Franciszek Trzeciak⁠(d) — partizan polonez (nemenționat)

#### Dublaj de voce
- Janusz Kłosiński⁠(d) — Matula (nemenționat)

## Producție

### Pregătire

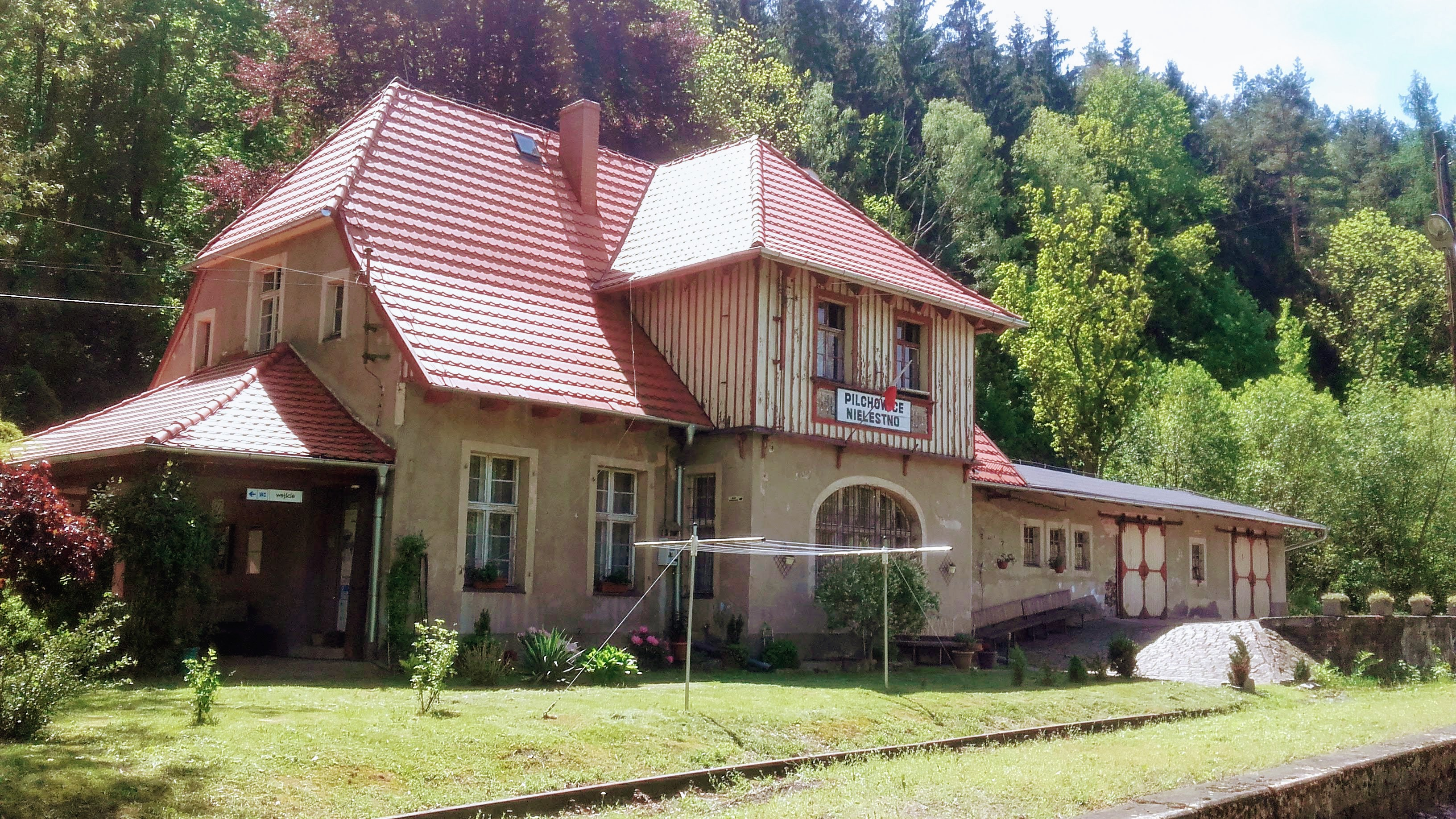
unde Franek Dolas a „dezlănțuit” Al Doilea Război Mondial

Cum am declanșat Al Doilea Război Mondial a fost produs de Przedsiębiorstwo Realizacji Filmów „Zespóły Filmowe”. Scenariul filmului a fost scris de Tadeusz Chmielewski⁠(d) după romanul Przygody kanoniera Dolasa („Aventurile tunarului Dolas”, 1967) al lui Kazimierz Sławiński⁠(d) (1914–1985). Scenariul lui Chmielewski nu a fost o dramatizare cinematografică fidelă, deoarece scenaristul a împrumutat din sursa literară doar numele protagonistului și schema principală. Filmul este format din trei părți: Ucieczka („Evadarea”, 86 min.), Za bronią („La război”, 72 min.) și Among Your Own („Printre ai săi”, 73 min.). În etapa de analiză a scenariului au fost planificate două părți: Jak rozpocząłem drugą wojnę światową („Cum am declanșat Al Doilea Război Mondial”) și Jak zakończyłem drugą wojnę światową („Cum am încheiat Al Doilea Război Mondial”), care aveau fiecare o durată de aproximativ 120 de minute. Scenariul a fost modificat însă în timpul filmărilor: Chmielewski a adăugat scene suplimentare în urma sugestiilor făcute de actori, iar filmul a fost împărțit astfel în trei părți (în loc de două). Modificarea structurii filmului a determinat pedepsirea regizorului prin reducerea bonusurilor și a plății pentru ultima parte.
Sarcinile de regizor au fost preluate de Tadeusz Chmielewski, cunoscut în principal ca realizator de comedii, deși s-a implicat și în alte genuri de film. Filmul său de debut, intitulat Ewa chce spać („Ewa vrea să doarmă”, 1958) și avându-i în rolurile principale pe Barbara Kwiatkowska⁠(d) și Stanisław Mikulski⁠(d), a devenit una dintre cele mai de succes comedii poloneze ale tuturor timpurilor, conținând umor situațional absurd și lirism în stilul lui René Clair. Chmielewski a realizat apoi o comedie de război populară intitulată Gdzie jest generał...⁠(d) („Unde este generalul...”, 1964), cu Jerzy Turek⁠(d) și Elżbieta Czyżewska, care a precedat filmul Cum am declanșat Al Doilea Război Mondial. Cele două comedii ușurele de război ale lui Chmielewski, realizate la 20 de ani sau mai mult de la încheierea celui de-al Doilea Război Mondial, au marcat o schimbare a perspectivei cu privire la război de la atmosfera serioasă și deprimantă a filmelor de război anterioare la o atmosferă mai relaxată, care atrăgea mai mult publicul tânăr ce nu trăise anii războiului.
Rolul Franek Dolas a fost atribuit inițial cântărețului Wojciech Młynarski, dar regizorul Chmielewski s-a temut că, din cauza numeroaselor sale concerte, artistul nu va avea suficient timp să participe la filmările ce urmau să se întindă pe o perioadă mai mare de un an și l-a ales ca înlocuitor pe Marian Kociniak. Anterior, au fost mai mulți actori care au susținut probe pentru acest rol printre care Jan Englert, Jerzy Kamas și Maciej Rayzacher.

### Filmări

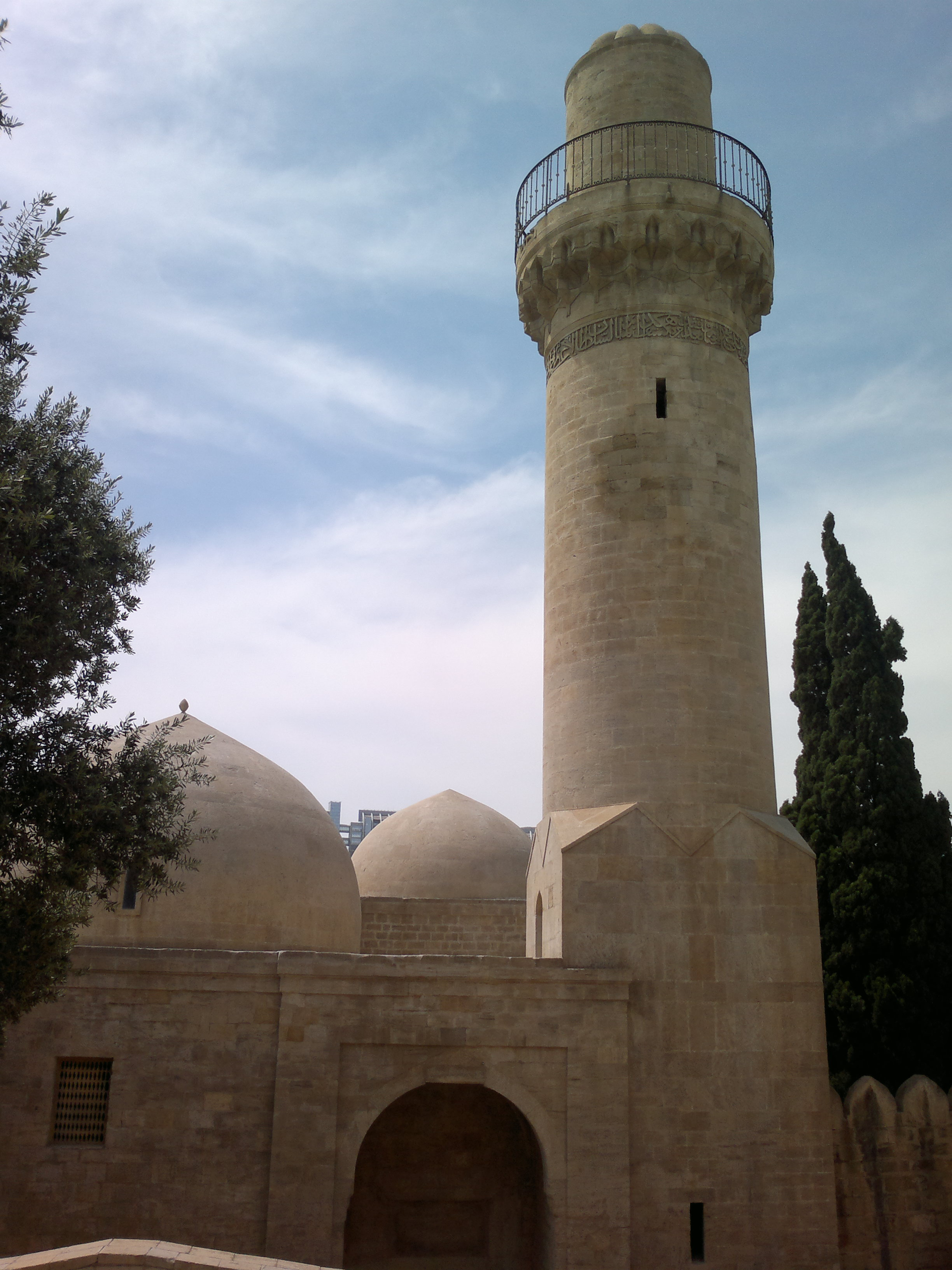
din Baku – locul unde a fost amenajată o piață în aer liber din Siria, în care se adună militarii din Legiunea Străină

Filmările au fost realizate în anul 1969 pe peliculă alb-negru sub coordonarea directorului de imagine Jerzy Stawicki⁠(d) și s-au desfășurat pe parcursul unui an și jumătate în numeroase locuri din Polonia: în orașele Jelenia Góra, Łódź, Szklarska Poręba și Zgierz, în satele Bielkowo⁠(d) (voievodatul Pomerania), Nielestno⁠(d) (voievodatul Silezia Inferioară), Mileszki⁠(d) și Studzianna⁠(d) (ultimele două din voievodatul Łódź) și pe valea Jaworzynka⁠(d) (voievodatul Polonia Mică) din Munții Tatra, precum și în câteva orașe din Uniunea Sovietică: Baku, Gurzuf, Ialta, Soci și Suhumi.
Scenele petrecute pe calea ferată la începutul filmului au fost filmate la gara⁠(d) din satul Nielestno⁠(d) (comuna Wleń⁠(d), powiatul Lwówek Śląski⁠(d), voievodatul Silezia Inferioară). Scenele din lagărul de prizonieri de război, în care Dolas pregătește evadarea în prima parte, au fost filmate la Ferma de îngrășare a porcilor din satul Krogulec (azi o parte componentă a orașului Zgierz din voievodatul Łódź), ai cărei angajați au fost strămutați pe toată durata filmărilor. Deplasarea vitelor a fost filmată în gările Szklarska Poręba Średnia⁠(d) și Jelenia Góra Cieplice⁠(d), iar evadarea eroilor – în gara Bielkowo⁠(d) din satul Bielkowo⁠(d) (gmina Kolbudy⁠(d), powiatul Gdańsk, voievodatul Pomerania). Alte scene au fost filmate pe viaductul feroviar din Pilchowice⁠(d) (trecerea trenului cu cei doi evadați) și pe Dolina Chochołowska⁠(d) (evadarea lui Dolas din tren). Clădirea Ambasadei Poloniei de la Belgrad a fost, de fapt, Vila lui Henryk Grohman⁠(d) de pe ul. Biskup Wincenty Tymieniecki⁠(d) nr. 24 din Łódź. Scenele din deșert au fost filmate în cariera de pietriș din Stoki⁠(d) (o fostă așezare rurală înglobată în orașul Łodz) și în deșertul Błędów⁠(d) din voievodatul Polonia Mică.
Mai multe scene din partea a III-a a filmului au fost filmate în satul Studzianna⁠(d) din gmina Poświętne⁠(d) (powiatul Opoczno⁠(d), voievodatul Łódź): scenele de la mănăstire și din clopotniță (în vecinătatea Bisericii „Sf. Iosif”⁠(d) și în clopotnița Bazilicii „Sf. Filip Neri și Sf. Ioan Notezătorul”⁠(d)) și scenele din ascunzătoarea partizanilor (la moara de apă Młynczysko). Podul din Nowe Miasto nad Pilicą (voievodatul Mazovia) a apărut în ultimele scene ale filmului, iar râul din film este Pilica⁠(d).

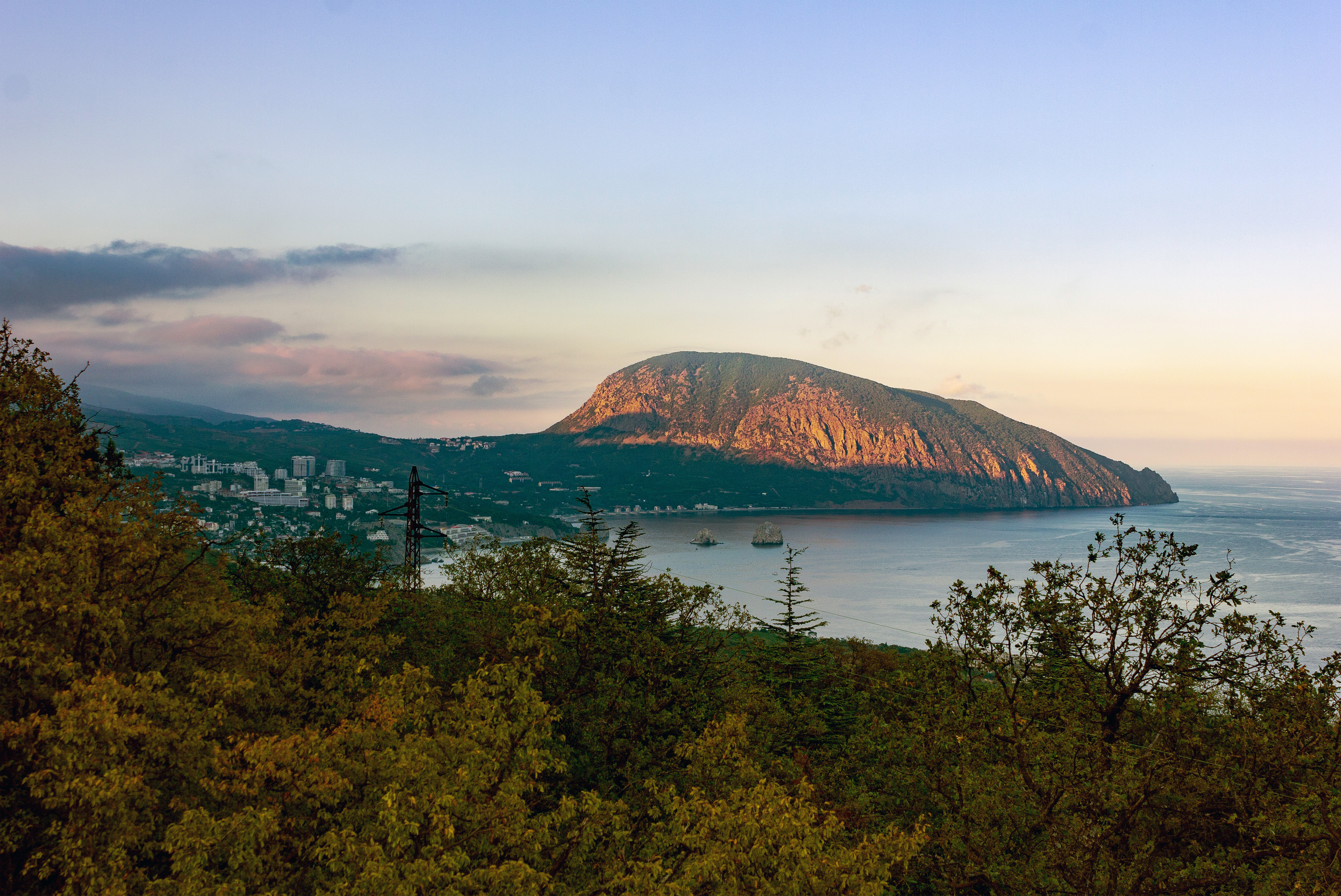
Piscul al Munților Crimeii, văzut de la Gurzuf – o imagine similară apare în film ca reprezentare a Italiei

Scenele filmate în Uniunea Sovietică au fost realizate ca urmare a cooperării cu Studioul de Film „M. Gorki” din Moscova. Orașul azer Baku (atunci capitala RSS Azerbaidjană) a fost folosit ca decor al unui oraș sirian. S-a filmat în principal în Centrul vechi al orașului (în azeră İçərișəhər), nefiind necesar în multe cazuri să se construiască decoruri, și au fost folosiți actori azeri ca figuranți. Comunicarea echipei de filmare cu localnicii azeri a fost una plăcută, iar membrii echipei au primit elemente de recuzită azere (covoare, costume populare, alimente etc.) pentru filmări. Scenele din porturile iugoslave au fost filmate la Soci și Suhumi, iar scenele din Italia au avut loc în realitate în orașele Gurzuf și Ialta din Crimeea.
Durata îndelungată a filmărilor au cauzat o mare satisfacție, dar în același timp și o mare oboseală, interpretului principal, Marian Kociniak, după cum a mărturisit el într-un interviu acordat ziarului Rzeczpospolita⁠(d). Secvențele spectaculoase au necesitat participarea mai multor cascadori, printre care Czesław Magnowski (care l-a dublat pe Marian Kociniak, printre altele în scena săriturii din tren), Ryszard Francman, Aleksander Fridel, Krzysztof Fus, Marian Gańcza, Krzysztof Łagodzic, Zbigniew Janicki, Wacław Raszko și Wanda Sienkiewicz. Decorurile au fost proiectate de Bolesław Kamykowski⁠(d), muzica a fost compusă de Jerzy „Duduś” Matuszkiewicz⁠(d), iar montajul a fost realizat de Janina Niedźwiecka⁠(d). Lungimea peliculei este de 6453 m (partea I – 2352 m, partea a II-a – 2042 m, partea a III-a – 2059 m), iar durata totală a filmului este de 236 de minute (partea I – 86 min., partea a II-a – 72 min., partea a III-a – 73 min.).

### Muzică
În scenele din capela lagărului de prizonieri de război, soldații polonezi pregătesc un spectacol artistic de Crăciun⁠(d), cântând cântecul militar „Leguny w niebie” din vremurile Legiunilor Poloneze⁠(d) scris de Adam Kowalski⁠(d), dar lipsit de accente antibolșevice (într-una din strofe cuvântul „bolșevici” este înlocuit cu „naziști” în varianta cinematografică).
Versurile baladei din film au fost scrise de Andrzej Czekalski⁠(d) și puse pe muzică de Jerzy Matuszkiewicz⁠(d), balada fiind interpretată de Andrzej Żarnecki⁠(d). Cântecul din taverna iugoslavă, intitulat „Noć na moru” („Noapte la mare”), este interpretat de Katarina Šarčević, care dublează vocea cântăreței iugoslave interpretate de Elżbieta Starostecka⁠(d).

## Lansare și procesare digitală
Cum am declanșat Al Doilea Război Mondial a fost lansat pe 2 aprilie 1970 în cinematografele din Polonia. Partea I (Ucieczka) a fost distribuită împreună cu reportajul sovietic Dzieje wioski Rizowatowoł („Istoria satului Rizovatovol”, 1969) sau cu reportajul documentar polonez List z Poronina („Scrisoarea de la Poronin”, 1969), produs de studioul Wytwórnia Filmów Oświatowych⁠(d) (WFO). Pe de altă parte, celelalte două părți, Za bronią și Wśród swoich, au fost difuzate împreună într-un spectacol dublu în 6 aprilie 1970 sau, după altă sursă, în 7 aprilie 1970. Filmul s-a bucurat de o popularitate considerabilă în rândul cinefililor polonezi și a fost vizionat de 8.485.163 de spectatori, ceea ce-l plasează pe locul 15 în topul celor mai vizionate filme poloneze din Polonia. De asemenea, actorul Marian Kociniak a dobândit o mare popularitate prin interpretarea rolului Franciszek Dolas.
Filmul a fost distribuit și în alte țări precum Republica Democrată Germană (difuzat în două părți cu duratele de 84 și 106 minute, care au avut premiera la 16 și 23 aprilie 1971), Ungaria (premiera la 13 mai 1971), Uniunea Sovietică (premiera la 5 iulie 1971) și România. Versiunea difuzată în URSS, intitulată În box office-ul sovietic, se numea Prikliucennia kanonira Dolasa (în rusă Приключения канонира Доласа, în traducere „Aventurile tunarului Dolas”), avea o durată redusă cu 53 de minute față de versiunea originală.
Filmările au fost realizate inițial pe peliculă alb-negru. Compania hollywoodiană Dynacs Digital Studios a creat în anul 2001, la comanda televiziunii Polsat și a Studioului de Film „Oko”⁠(d), o versiune color⁠(d) prin procesare digitală. Proiectul de colorare a filmelor Între noi și Cum am declanșat Al Doilea Război Mondial a fost coordonat de directorul de imagine Jerzy Stawicki⁠(d) și de directorul de producție Zbigniew Stanek. În cursul acestui proces au fost săvârșite unele erori: astfel, drapelul Iugoslaviei care era „albastru-alb-roșu”, a fost colorat „verde-alb-roșu”.

## Receptare critică
Cum am declanșat Al Doilea Război Mondial a avut un mare succes comercial, dar, cu toate acestea, în ciuda popularității sale, nu a atins succesul critic al comediei mai vechi Ewa chce spać („Ewa vrea să doarmă”, 1958) a lui Tadeusz Chmielewski. Acțiunea filmului este o înșiruite de întâmplări comice experimentate de protagonistul Franek Dolas, un militar polonez bine intenționat, dar cam nătărău, a cărui incompetență, combinată cu exces de zel, îl plasează, potrivit unor critici, în aceeași categorie cu soldatul Švejk al scriitorului ceh Jaroslav Hašek. Filmul încerca, potrivit profesoarei de sociologie Urszula Jarecka, să convingă populația că războiul este mai mult o chestiune de întâmplare.
Criticul Krzysztof Demidowicz considera că succesul comercial al filmului se datorează într-o mare măsură interpretării actorului Marian Kociniak și scria într-un articol publicat în revista Film următoarele: „Când vă uitați la filmul lui Chmielewski, este greu să rezistați impresiei că rolul principal a fost scris special pentru Kociniak. Dacă nu a fost așa, ar trebui felicitat regizorul pentru că a ales interpretul. O asemenea demonstrație de farmec, bravadă și simț al umorului pe care nu am mai admirat-o niciodată înainte sau după într-o comedie poloneză”.
Primirea critică a filmului în Germania a fost mult mai rece, chiar disprețuitoare: astfel enciclopedia cinematografică germană Lexikon des internationalen Films descrie partea I (care coincide cu prima parte a filmului polonez) ca un „divertisment superficial gălăgios”, în timp ce despre partea a II-a (care combină selectiv secvențe din ultimele două părți ale filmului polonez) consemnează „mai slabă decât prima parte; predomină prostia și burlescul”.
Cum am declanșat Al Doilea Război Mondial a fost distins cu Premiul publicului în cadrul Lubuskie Lato Filmowe⁠(d) de la Łagów⁠(d) (1970).

## Moștenire
Una dintre scenele cele mai cunoscute ale filmului, care a devenit foarte cunoscută în rândul polonezilor, este cea în care Dolas, reținut pentru un interogatoriu, susține că se numește Grzegorz Brzęczyszczykiewicz⁠(d), vrând să întârzie identificarea sa și să-l înfurie pe ofițerul Gestapo (interpretat de Emil Karewicz⁠(d)) și pe agentul registrator Hans (interpretat de Andrzej Herder⁠(d)). Cu acel prilej, Dolas oferă un loc de reședință fictiv: „satul Chrząszczyżewoszyce, powiatul Łękołody”. Personajul principal, Franek Dolas, menționează aceste nume deoarece sunt greu de pronunțat și necesită un efort lingvistic semnificativ prin răsucirea limbii. Scena cu Karewicz și Herder este o aluzie cinematografică la serialul de televiziune Stawka większa niż życie⁠(d) (1967–1968), în care Karewicz a interpretat rolul unui alt ofițer Gestapo, Hermann Brunner⁠(d). Această scenă a fost adăugată scenariului de către regizorul de film Tadeusz Chmielewski și a fost împrumutată din romanul C.K. Dezerterzy⁠(d) („Dezertorul imperial-regal”, 1937) al lui Kazimierz Sejda⁠(d). În acest roman polonezul Stefan Kania se prezintă unui ofițer austriac ca „Szczepan Brzęczyszczewski din Mszczonowieścice, gmina Grzmiszczosławice, powiatul Trzcinogrzechotnikowo”.
În 29 august 2003 a avut loc premiera mondială a unui joc pe calculator polonez din genul jocurilor de aventură și jocurilor video de rol – intitulat Jak rozpętałem II wojnę światową. Nieznane przygody Franka Dolasa –, care a fost produs de Mirage Interactive și distribuit de Cenega Poland⁠(d). Personajul său principal a fost, de asemenea, Franek Dolas, dar, cu toate acestea, jocul video avea o relație liberă, vagă, cu filmul, deoarece impunea eroului să folosească frecvent violența în timpul călătoriei sale, ceea ce era în contradicție cu comportamentul lui Dolas din film.

## Galerie

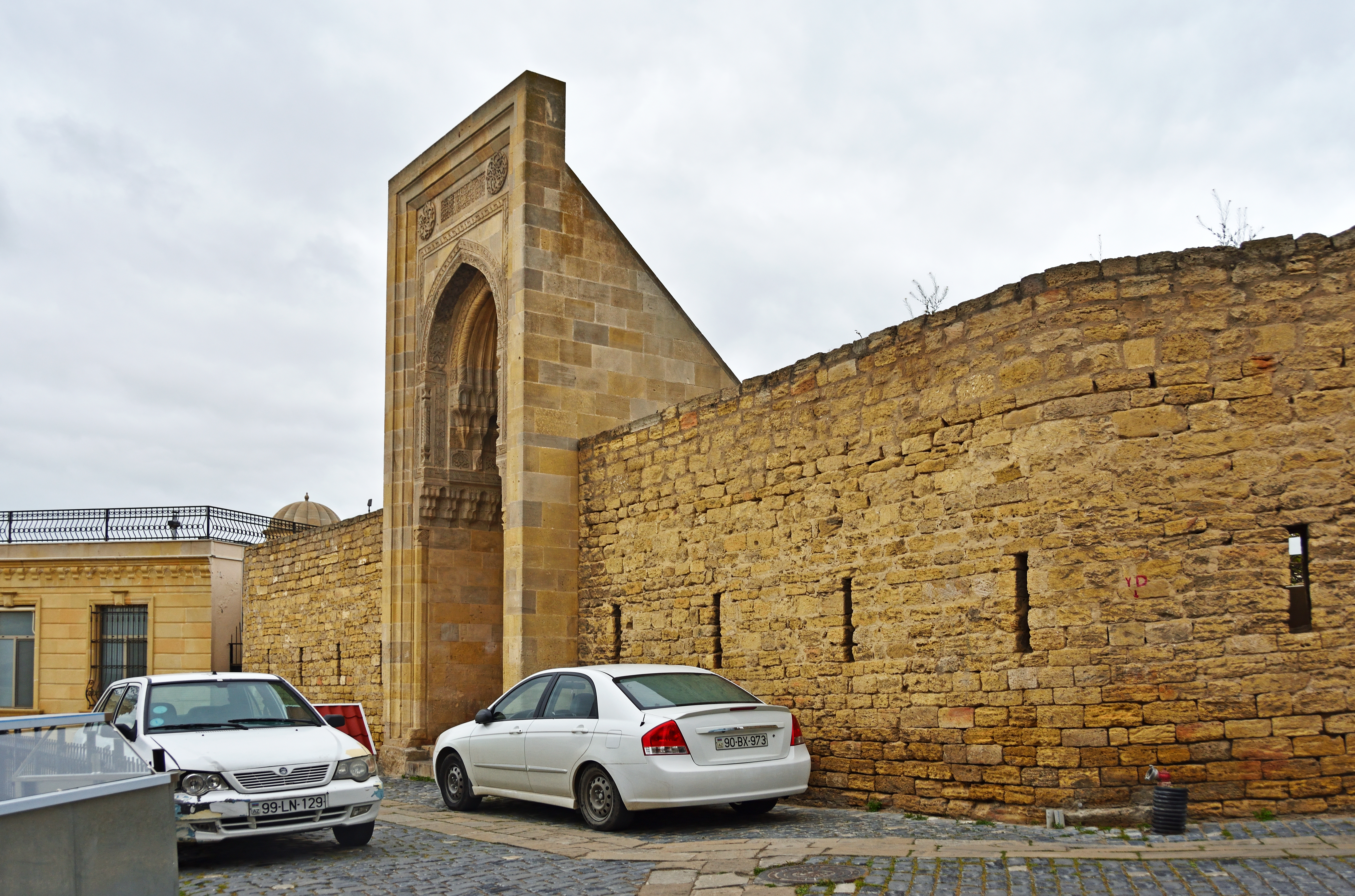
Portalul de Est al Palatului Șirvanșahilor⁠(d) din Baku – pe unde este fugărit Dolas atunci când fuge de legionari
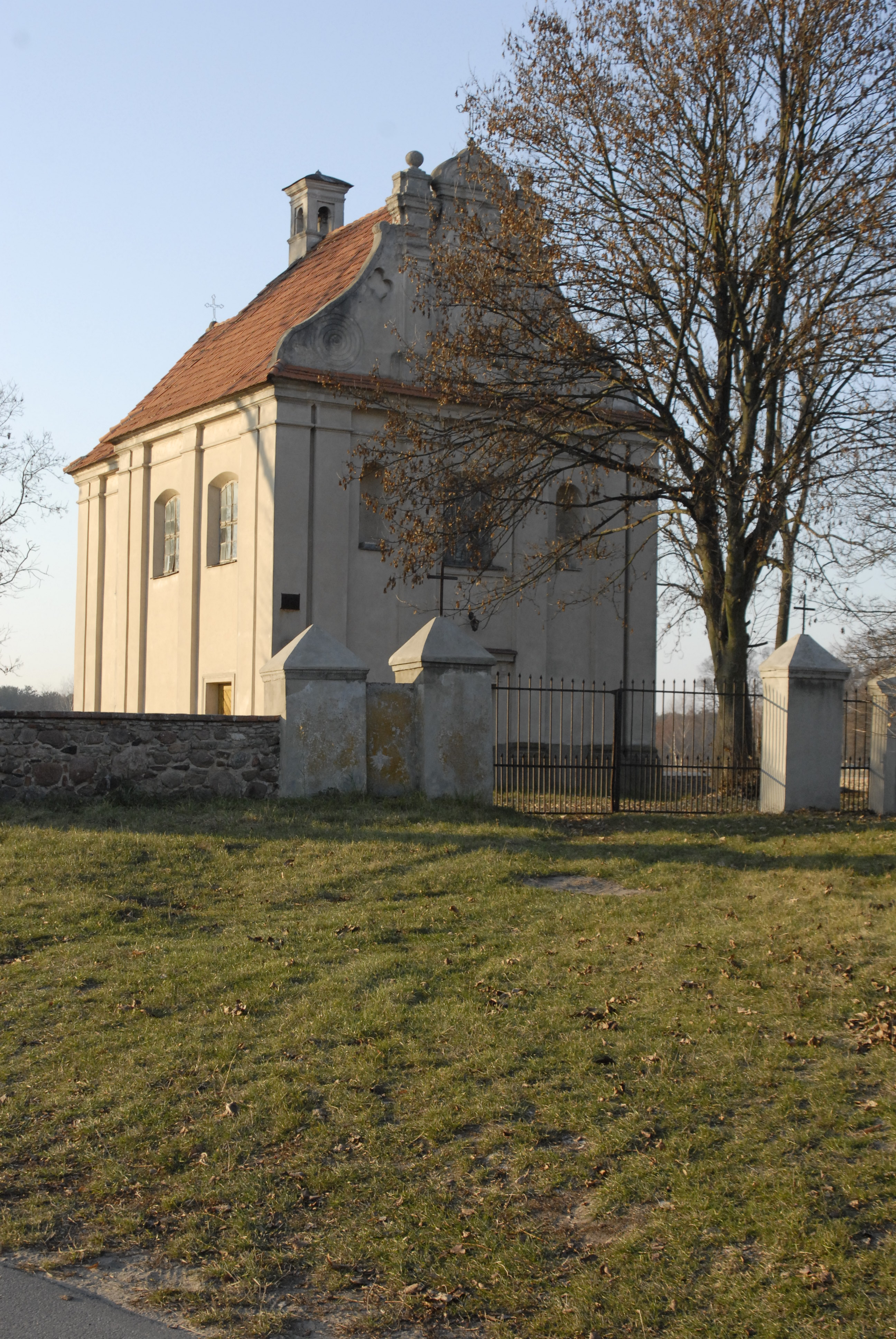
Biserica „Sf. Iosif”⁠(d) din Studzianna⁠(d) – clădire a mănăstirii catolice din Polonia
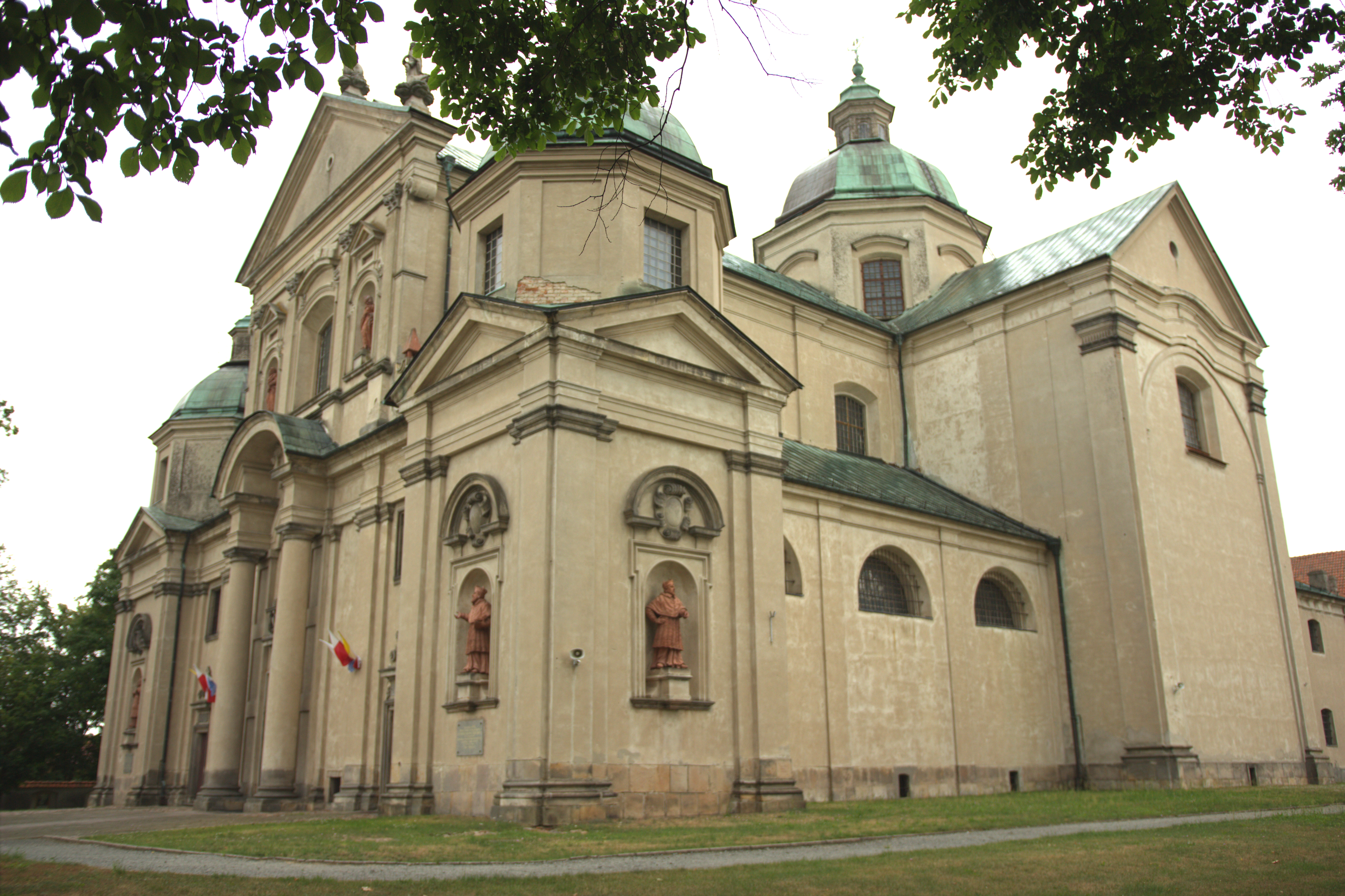
Bazilica „Sf. Filip Neri și Sf. Ioan Notezătorul”⁠(d) din Studzianna⁠(d) – biserica mănăstirii catolice din Polonia
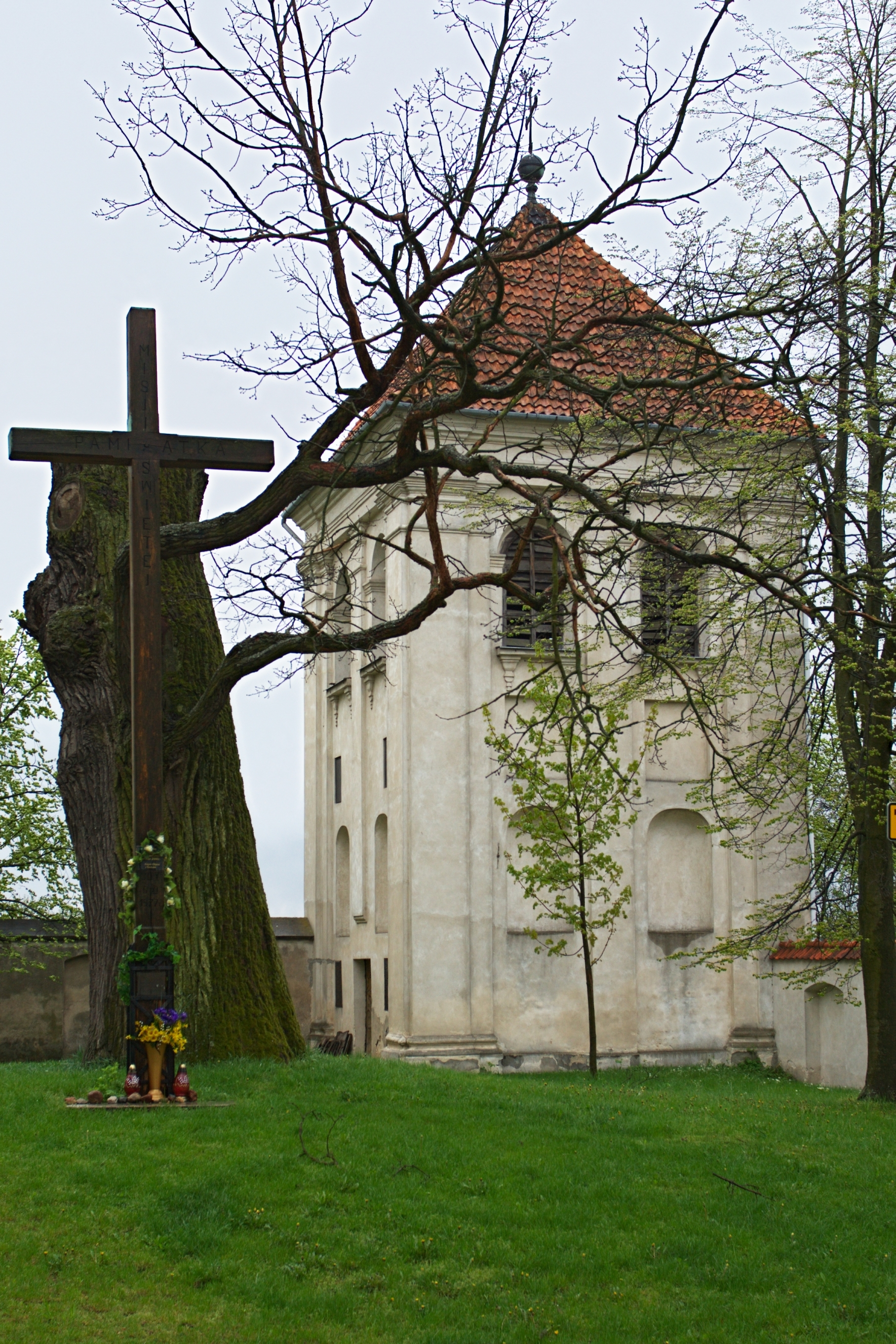
Clopotnița bazilicii din Studzianna – locul unde aterizează cu parașuta Franek Dolas
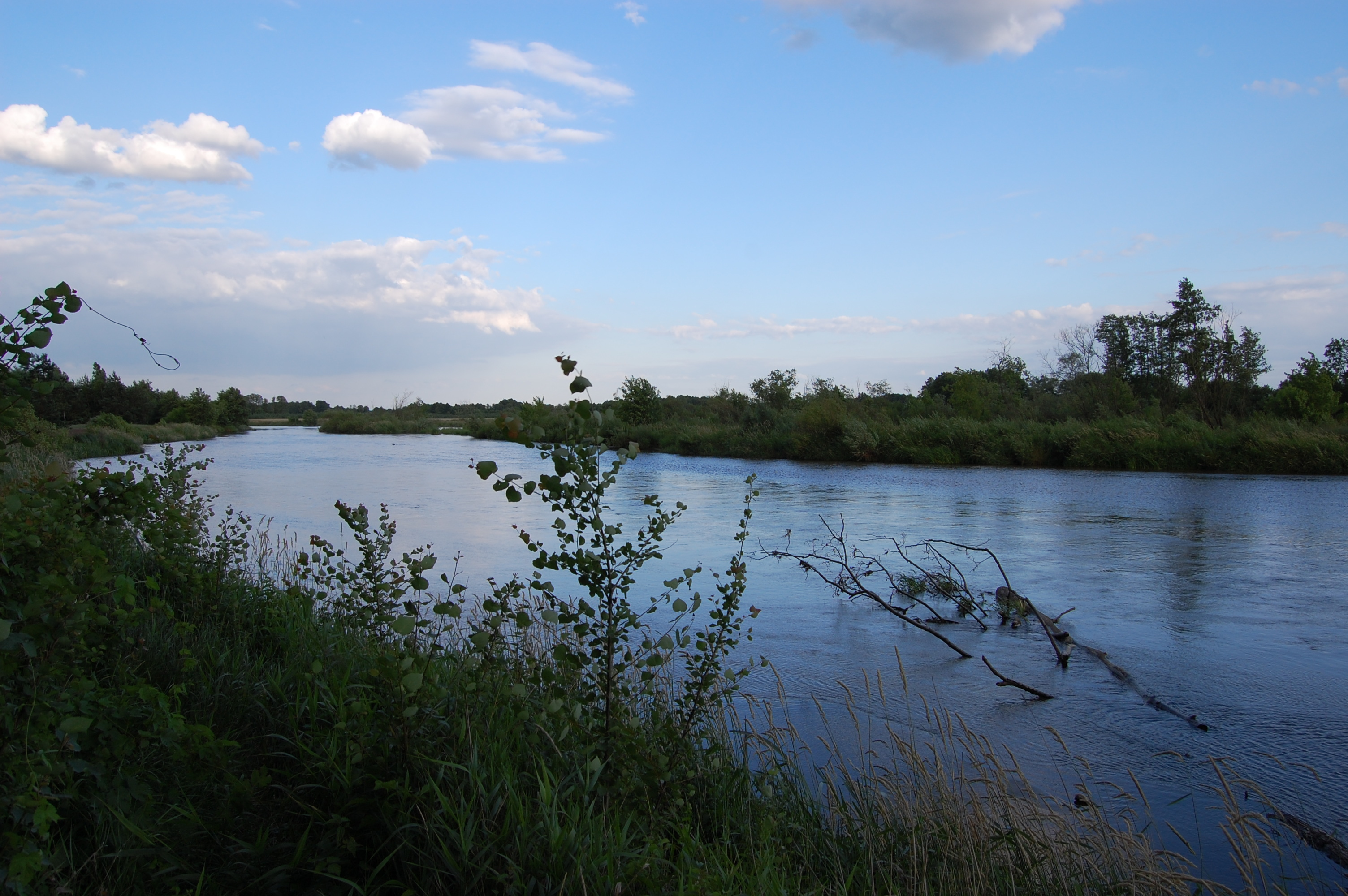
Râul Pilica⁠(d) în apropiere de Łęgonice Małe⁠(d)
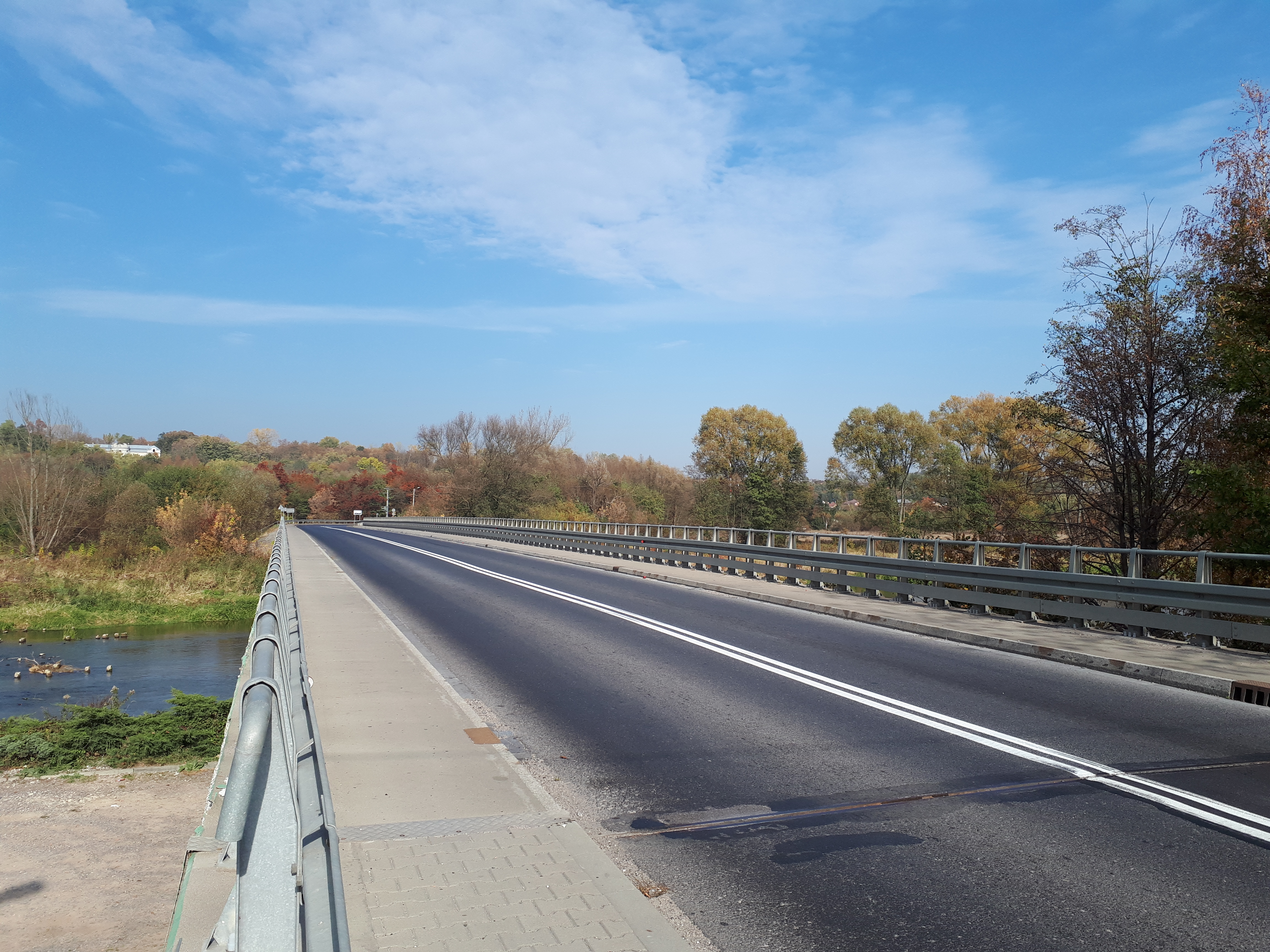
Podul din Nowe Miasto nad Pilicą